# Ecuación biarmónica
En matemáticas, la ecuación biarmónica es una ecuación diferencial en derivadas parciales de cuarto orden que se plantea en el área de la mecánica de medios continuos, incluyendo la teoría de la elasticidad lineal y la solución de flujos de Stokes. Se escribe como

{\displaystyle \nabla ^{4}\varphi =0}

donde {\displaystyle \nabla ^{4}} es la cuarta potencia del operador nabla y el cuadrado del operador laplaciano, que se conoce como operador biarmónico o bilaplaciano. 

## Coordenadas cartesianas
Por ejemplo, en el sistema de coordenadas cartesianas de tres dimensiones la ecuación biarmónica tiene la forma de

{\displaystyle {\partial ^{4}\varphi  \over \partial x^{4}}+{\partial ^{4}\varphi  \over \partial y^{4}}+{\partial ^{4}\varphi  \over \partial z^{4}}+2{\partial ^{4}\varphi  \over \partial x^{2}\partial y^{2}}+2{\partial ^{4}\varphi  \over \partial y^{2}\partial z^{2}}+2{\partial ^{4}\varphi  \over \partial x^{2}\partial z^{2}}=0.}

Otro ejemplo, en el espacio euclídeo n-dimensional,

{\displaystyle \nabla ^{4}\left({1 \over r}\right)={3(15-8n+n^{2}) \over r^{5}}}

donde 

{\displaystyle r={\sqrt {x_{1}^{2}+x_{2}^{2}+\cdots +x_{n}^{2}}}.}

que, solamente para n=3 y n=5, se convierte en la ecuación biarmónica.
Una solución de la ecuación biarmónica es la llamada función biarmónica. Cualquier función armónica es biarmónica, pero lo contrario no es siempre verdadero.

## Coordenadas polares
En el sistema de coordenadas polares, la ecuación biarmónica es:

{\displaystyle {\frac {1}{r}}{\frac {\partial }{\partial r}}\left[r{\frac {\partial }{\partial r}}\left({\frac {1}{r}}{\frac {\partial }{\partial r}}\left(r{\frac {\partial \phi }{\partial r}}\right)\right)\right]+{\frac {2}{r^{2}}}{\frac {\partial ^{4}\phi }{\partial \theta ^{2}\partial r^{2}}}+{\frac {1}{r^{4}}}{\frac {\partial ^{4}\phi }{\partial \theta ^{4}}}-{\frac {2}{r^{3}}}{\frac {\partial ^{3}\phi }{\partial \theta ^{2}\partial r}}+{\frac {4}{r^{4}}}{\frac {\partial ^{2}\phi }{\partial \theta ^{2}}}=0}